# Amad Diallo
Amad Diallo (Abidjan, 11 luglio 2002) è un calciatore ivoriano con cittadinanza italiana, attaccante del Manchester Utd e della nazionale ivoriana.

## Biografia
Nel settembre del 2020, ha cambiato legalmente il suo nome da Amad Diallo Traorè ad Amad Diallo, mentre alla fine di dicembre dello stesso anno ha ottenuto la cittadinanza italiana.
Nello stesso anno, è stata resa nota un'inchiesta della procura di Parma che, oltre a indagare sulla veridicità degli atti che avevano permesso il suo arrivo in Italia, metteva in dubbio la sua parentela con Hamed Junior Traorè (all'epoca dei fatti, considerato suo fratello maggiore e tesserato per il Sassuolo).
Il 10 febbraio 2021, Diallo è stato riconosciuto colpevole di aver violato il codice di giustizia sportiva per essere entrato a far parte della squadra di calcio A.S.D. Boca Barco nel 2015 con il nome Amad Diallo Traorè. È stato inoltre accusato di falsificazione di documenti al fine di simulare un legame di parentela proprio con Hamed Junior Traorè e chiedere un ricongiungimento familiare. Entrambi i giocatori hanno chiesto il patteggiamento della pena, ricevendo quindi una multa di 48.000 euro dalla Procura federale.

## Caratteristiche tecniche
Esterno offensivo adattabile anche a mezzala, è ambidestro e dotato di una buona visione di gioco. Giocatore molto dinamico e rapido, trova la sua collocazione ideale dietro a una prima punta, come ala in un tridente.

## Carriera

### Club

#### Inizi e Atalanta
Nato ad Abidjan, Diallo arriva in Italia ancora bambino con la famiglia. Il 14 gennaio 2015 si unisce al Boca Barco, squadra di Bibbiano, mettendosi in luce ad un torneo natalizio dello stesso anno dove erano presenti gli osservatori di alcune squadre di Serie A, fra cui l'Atalanta, che lo acquista.
Nelle giovanili del club bergamasco, Diallo si conferma come uno dei giocatori più promettenti, scalando rapidamente le gerarchie fino ad essere aggregato in pianta stabile in Primavera nell'annata 2018-2019. Al termine della stagione conquista il Campionato Primavera, contribuendo alla causa con sei gol ed altrettanti assist in 26 presenze. Inizia l'annata seguente vincendo la Supercoppa Primavera da protagonista, grazie a due assist nella vittoria per 2-1 contro la Fiorentina e confermandosi ad alti livelli anche in campionato.
Il 27 ottobre 2019, Diallo riceve la prima convocazione in prima squadra, in occasione dell'incontro di campionato contro l'Udinese. Entrato in campo al 77' come sostituto di Josip Iličić, sei minuti più tardi segna la rete del definitivo 7-1: questo ha fatto di lui il primo giocatore classe 2002 ad andare a segno nel massimo campionato italiano, nonché il 14º più giovane di sempre.
L'anno successivo, esordisce con i nerazzurri in Champions League, il 1º dicembre 2020, nel pareggio interno per 1-1 contro il Midtjylland. Si tratta della seconda presenza stagionale con i bergamaschi, dopo quella del 28 novembre precedente nella sconfitta interna per 2-0 contro il Verona.

#### Manchester United
Il 5 ottobre 2020, l'Atalanta comunica di aver raggiunto un accordo con il Manchester Utd per la cessione del giocatore a partire dal gennaio del 2021; l'accordo sarebbe stato raggiunto sulla base di 25 milioni di euro più 15 milioni di bonus.
Il 7 gennaio 2021, il Manchester United comunica di aver perfezionato l'acquisto del giocatore. Il 30 gennaio 2021, Diallo esordisce con la formazione Under-23 dei Red Devils, segnando una doppietta in trasferta contro il Liverpool (6-3 per lo United in finale). Il 18 febbraio seguente, esordisce anche con la prima squadra, in occasione della sfida vinta in Europa League ai sedicesimi contro la Real Sociedad (0-4), subentrando nel finale a Mason Greenwood. L'11 marzo, segna il suo primo gol con la prima squadra nell'andata degli ottavi di Europa League contro il Milan (1-1), diventando così il più giovane realizzatore non britannico nella storia del club. L'11 maggio seguente, invece, Diallo fa il suo esordio in Premier League, nella sconfitta per 1-2 contro il Leicester City.

#### Prestiti a Rangers e Sunderland
Il 27 gennaio 2022 viene ceduto in prestito ai Rangers. Esordisce da titolare il 29 gennaio successivo contro il Ross County realizzando al contempo la sua prima rete in Scottish Premiership.
Dopo 13 presenze e 3 gol fa ritorno al Manchester che il 31 agosto dello stesso anno lo cede in prestito per una stagione al Sunderland, in seconda divisione. Dopo aver contribuito ad una buona stagione, con 39 presenze e 14 reti, torna al Manchester United il 31 maggio 2023, data la scadenza del prestito annuale.

#### Rientro al Manchester United
Nella stagione 2023-2024 rimane ai Red Devils, perdendo tuttavia la prima metà di stagione per via di un infortunio ad un ginocchio.
Il 17 marzo gioca, da subentrato, il quarto di finale di FA Cup fra la sua squadra e il Liverpool; entra all'85' in luogo del compagno Varane, sul risultato di 2-3 per i Reds. Al minuto 121 segna il gol del definitivo 4-3, coincidente con il suo primo stagionale, regalando all'undici di ten Hag il passaggio alle semifinali. Viene espulso per doppia ammonizione dopo aver esultato togliendosi la maglietta.
Nel corso della stagione seguente, il 7 novembre 2024, segna la sua prima doppietta in Europa League nel 2-0 contro il PAOK e, il 16 gennaio 2025, la sua prima tripletta in Premier League nel 3-1 al Southampton risultando decisivo ai fini delle due vittorie.

### Nazionale
Il 18 marzo 2021, Diallo riceve la prima convocazione dalla Costa d'Avorio in vista del doppio impegno contro Niger e Etiopia, valido per la qualificazione alla Coppa d'Africa 2021; debutta otto giorni più tardi, rimpiazzando Nicolas Pépé a cinque minuti dal termine della sfida vinta 3-0 contro il Niger. Il 5 giugno, alla seconda presenza, segna il primo gol in nazionale, nell'amichevole vinta per 2-1 contro il Burkina Faso.

## Statistiche

### Presenze e reti nei club
Statistiche aggiornate al 26 maggio 2025.
| Stagione              | Squadra               | Campionato            | Campionato | Campionato | Coppe nazionali | Coppe nazionali | Coppe nazionali | Coppe continentali | Coppe continentali | Coppe continentali | Altre coppe | Altre coppe | Altre coppe | Totale | Totale | Totale |
| Stagione              | Squadra               | Comp                  | Pres       | Reti       | Comp            | Pres            | Reti            | Comp               | Pres               | Reti               | Comp        | Pres        | Reti        | Pres   | Reti   |        |
| --------------------- | --------------------- | --------------------- | ---------- | ---------- | --------------- | --------------- | --------------- | ------------------ | ------------------ | ------------------ | ----------- | ----------- | ----------- | ------ | ------ | ------ |
| 2019-2020             | Atalanta              | A                     | 3          | 1          | CI              | 0               | 0               | UCL                | 0                  | 0                  | -           | -           | -           | 3      | 1      |        |
| 2020-gen. 2021        | Atalanta              | A                     | 1          | 0          | CI              | -               | -               | UCL                | 1                  | 0                  | -           | -           | -           | 2      | 0      |        |
| Totale Atalanta       | Totale Atalanta       | Totale Atalanta       | 4          | 1          |                 | 0               | 0               |                    | 1                  | 0                  |             | -           | -           | 5      | 1      |        |
| gen.-giu. 2021        | Manchester Utd        | PL                    | 3          | 0          | FACup+CdL       | 1+0             | 0               | UEL                | 4                  | 1                  | -           | -           | -           | 8      | 1      |        |
| 2021-gen. 2022        | Manchester Utd        | PL                    | 0          | 0          | FACup+CdL       | 0               | 0               | UCL                | 1                  | 0                  | -           | -           | -           | 1      | 0      |        |
| gen.-giu. 2022        | Rangers               | SP                    | 10         | 3          | SC+SLC          | 3+0             | 0               | UEL                | 0                  | 0                  | -           | -           | -           | 13     | 3      |        |
| 2022-2023             | Sunderland            | FLC                   | 37+2       | 13+1       | FACup+CdL       | 3+0             | 0               | -                  | -                  | -                  | -           | -           | -           | 42     | 14     |        |
| 2023-2024             | Manchester Utd        | PL                    | 9          | 1          | FACup+CdL       | 3+0             | 1+0             | UCL                | 0                  | 0                  | -           | -           | -           | 12     | 2      |        |
| 2024-2025             | Manchester Utd        | PL                    | 26         | 8          | FACup+CdL       | 2+3             | 0+1             | UEL                | 11                 | 2                  | CS          | 1           | 0           | 43     | 11     |        |
| Totale Manchester Utd | Totale Manchester Utd | Totale Manchester Utd | 38         | 9          |                 | 9               | 2               |                    | 16                 | 3                  |             | 1           | 0           | 64     | 14     |        |
| Totale carriera       | Totale carriera       | Totale carriera       | 91         | 27         |                 | 15              | 2               |                    | 17                 | 3                  |             | 1           | 0           | 124    | 32     |        |

### Cronologia presenze e reti in nazionale
| Cronologia completa delle presenze e delle reti in nazionale ― Costa d'Avorio | Cronologia completa delle presenze e delle reti in nazionale ― Costa d'Avorio | Cronologia completa delle presenze e delle reti in nazionale ― Costa d'Avorio | Cronologia completa delle presenze e delle reti in nazionale ― Costa d'Avorio | Cronologia completa delle presenze e delle reti in nazionale ― Costa d'Avorio | Cronologia completa delle presenze e delle reti in nazionale ― Costa d'Avorio | Cronologia completa delle presenze e delle reti in nazionale ― Costa d'Avorio | Cronologia completa delle presenze e delle reti in nazionale ― Costa d'Avorio |
| Data                                                                          | Città                                                                         | In casa                                                                       | Risultato                                                                     | Ospiti                                                                        | Competizione                                                                  | Reti                                                                          | Note                                                                          |
| ----------------------------------------------------------------------------- | ----------------------------------------------------------------------------- | ----------------------------------------------------------------------------- | ----------------------------------------------------------------------------- | ----------------------------------------------------------------------------- | ----------------------------------------------------------------------------- | ----------------------------------------------------------------------------- | ----------------------------------------------------------------------------- |
| 26-3-2021                                                                     | Niamey                                                                        | Niger                                                                         | 0 – 3                                                                         | Costa d'Avorio                                                                | Qual. Coppa d'Africa 2021                                                     | -                                                                             | 85’                                                                           |
| 5-6-2021                                                                      | Abidjan                                                                       | Costa d'Avorio                                                                | 2 – 1                                                                         | Burkina Faso                                                                  | Amichevole                                                                    | 1                                                                             | 63’                                                                           |
| 12-6-2021                                                                     | Cape Coast                                                                    | Ghana                                                                         | 0 – 0                                                                         | Costa d'Avorio                                                                | Amichevole                                                                    | -                                                                             | 46’                                                                           |
| 28-3-2023                                                                     | Moroni                                                                        | Comore                                                                        | 0 – 2                                                                         | Costa d'Avorio                                                                | Qual. Coppa d'Africa 2023                                                     | -                                                                             | 88’                                                                           |
| 6-9-2024                                                                      | Bouaké                                                                        | Costa d'Avorio                                                                | 2 – 0                                                                         | Zambia                                                                        | Qual. Coppa d'Africa 2025                                                     | -                                                                             | 71’                                                                           |
| 10-9-2024                                                                     | Yaoundé                                                                       | Ciad                                                                          | 0 – 2                                                                         | Costa d'Avorio                                                                | Qual. Coppa d'Africa 2025                                                     | -                                                                             | 61’                                                                           |
| Totale                                                                        |                                                                               | Presenze                                                                      | 6                                                                             |                                                                               | Reti                                                                          | 1                                                                             |                                                                               |

## Palmarès

### Club

#### Competizioni giovanili
- Campionato Primavera: 2

Atalanta: 2018-2019, 2019-2020
- Supercoppa Primavera: 1

Atalanta: 2019

#### Competizioni nazionali
- Coppa di Scozia: 1

Rangers: 2021-2022
- Coppa d'Inghilterra: 1

Manchester United: 2023-2024